# Мепль
Мепль (фр. Mesples) — коммуна во Франции, находится в регионе Овернь. Департамент коммуны — Алье. Входит в состав кантона Юрьель. Округ коммуны — Монлюсон.
Код INSEE коммуны — 03172.

## Население
Население коммуны на 2008 год составляло 133 человека.
| 1962 | 1968 | 1975 | 1982 | 1990 | 1999 | 2008 |
| ---- | ---- | ---- | ---- | ---- | ---- | ---- |
| 221  | 224  | 171  | 140  | 149  | 127  | 133  |

## Экономика
В 2007 году среди 88 человек в трудоспособном возрасте (15—64 лет) 59 были экономически активными, 29 — неактивными (показатель активности — 67,0 %, в 1999 году было 71,6 %). Из 59 активных работали 58 человек (35 мужчин и 23 женщины), безработной была 1 женщина. Среди 29 неактивных 3 человека были учениками или студентами, 14 — пенсионерами, 12 были неактивными по другим причинам.

## Достопримечательности
- Церковь Сен-Парду (XIX век)